# A1 Ethniki
L'A1 Ethniki (gr. Α1 Κατηγορία) è la prima divisione del campionato greco di pallacanestro, ed è organizzato dalla Hellenic Basketball Association (HEBA).

## Storia
Il primo incontro di pallacanestro in Grecia si svolse nel 1910. A partire dalla stagione 1927-1928 iniziò un campionato organizzato dalla Associazione Atletica Amatoriale Ellenica (SEGAS, Σύνδεσμος Ελληνικών Γυμναστικών Αθλητικών Σωματείων), dove il torneo includeva il campione regionale di ogni distretto per decidere poi il campione greco.
A partire dalla stagione 1963-64 venne creato un vero e proprio campionato, la A Nazionale (Α' Εθνική Κατηγορία). Nel 1969 la Federazione cestistica greca preso il controllo dell'organizzazione del campionato, che mantenne fino al 1992.
Nel 1986, dallo separazione dell'A1 Nazionale, fino ad allora unico torneo professionistico, in due divisioni pro, nel 1992 rinominata A1 Ethniki, che divenne la nuova prima serie, e l'A2 Ethniki, che divenne il secondo livello.
La squadra più titolata è il Panathīnaïkos, con 40 successi, seguita dall'Olympiakos Pireo con 15, e dall'Aris Salonicco con 10.

## Formula
Il formato prevede la retrocessione diretta in A2 per le ultime due squadre classificate, mentre per l'assegnazione del titolo si svolgono dei normali play-off a eliminazione tra le prime otto classificate.

## Albo d'oro
- 1927-1928  Īraklīs Salonicco
- 1928-1929  Panellīnios
- 1929-1930  Aris Salonicco
- 1930-1931 non disputato
- 1931-1932 non disputato
- 1932-1933 non disputato
- 1933-1934 non disputato
- 1934-1935  Īraklīs Salonicco
- 1935-1936  Near East
- 1936-1937 Università di Atene
- 1937-1938 non disputato
- 1938-1939  Panellīnios
- 1939-1940  Panellīnios
- 1940-1941 non disputato
- 1941-1942 non disputato
- 1942-1943 non disputato
- 1943-1944 non disputato
- 1944-1945 non disputato
- 1945-1946  Panathīnaïkos
- 1946-1947  Panathīnaïkos
- 1947-1948 non disputato
- 1948-1949  Olympiakos
- 1949-1950  Panathīnaïkos
- 1950-1951  Panathīnaïkos
- 1951-1952 non disputato
- 1952-1953  Panellīnios
- 1953-1954  Panathīnaïkos
- 1954-1955  Panellīnios
- 1955-1956 non disputato
- 1956-1957  Panellīnios
- 1957-1958  AEK Atene
- 1958-1959  PAOK Salonicco
- 1959-1960  Olympiakos
- 1960-1961  Panathīnaïkos
- 1961-1962  Panathīnaïkos
- 1962-1963  AEK Atene
- 1963-1964  AEK Atene
- 1964-1965  AEK Atene
- 1965-1966  AEK Atene
- 1966-1967  Panathīnaïkos
- 1967-1968  AEK Atene
- 1968-1969  Panathīnaïkos
- 1969-1970  AEK Atene
- 1970-1971  Panathīnaïkos
- 1971-1972  Panathīnaïkos
- 1972-1973  Panathīnaïkos
- 1973-1974  Panathīnaïkos
- 1974-1975  Panathīnaïkos
- 1975-1976  Olympiakos
- 1976-1977  Panathīnaïkos
- 1977-1978  Olympiakos
- 1978-1979  Aris Salonicco
- 1979-1980  Panathīnaïkos
- 1980-1981  Panathīnaïkos
- 1981-1982  Panathīnaïkos
- 1982-1983  Aris Salonicco
- 1983-1984  Panathīnaïkos
- 1984-1985  Aris Salonicco
- 1985-1986  Aris Salonicco
- 1986-1987  Aris Salonicco
- 1987-1988  Aris Salonicco
- 1988-1989  Aris Salonicco
- 1989-1990  Aris Salonicco
- 1990-1991  Aris Salonicco
- 1991-1992  PAOK Salonicco
- 1992-1993  Olympiakos
- 1993-1994  Olympiakos
- 1994-1995  Olympiakos
- 1995-1996  Olympiakos
- 1996-1997  Olympiakos
- 1997-1998  Panathīnaïkos
- 1998-1999  Panathīnaïkos
- 1999-2000  Panathīnaïkos
- 2000-2001  Panathīnaïkos
- 2001-2002  AEK Atene
- 2002-2003  Panathīnaïkos
- 2003-2004  Panathīnaïkos
- 2004-2005  Panathīnaïkos
- 2005-2006  Panathīnaïkos
- 2006-2007  Panathīnaïkos
- 2007-2008  Panathīnaïkos
- 2008-2009  Panathīnaïkos
- 2009-2010  Panathīnaïkos
- 2010-2011  Panathīnaïkos
- 2011-2012  Olympiakos
- 2012-2013  Panathīnaïkos
- 2013-2014  Panathīnaïkos
- 2014-2015  Olympiakos
- 2015-2016  Olympiakos
- 2016-2017  Panathīnaïkos
- 2017-2018  Panathīnaïkos
- 2018-2019  Panathīnaïkos
- 2019-2020  Panathīnaïkos
- 2020-2021  Panathīnaïkos
- 2021-2022  Olympiakos
- 2022-2023  Olympiakos
- 2023-2024  Panathīnaïkos
- 2024-2025  Olympiakos

## Vittorie per club
| Club                | Città     | Titolo | Anno |
| ------------------- | --------- | ------ | --- |
| Panathīnaïkos       | Atene     | 40     | 1946, 1947, 1950, 1951, 1954, 1961, 1962, 1967, 1969, 1971, 1972, 1973, 1974, 1975, 1977, 1980, 1981, 1982, 1984, 1998, 1999, 2000, 2001, 2003, 2004, 2005, 2006, 2007, 2008, 2009, 2010, 2011, 2013, 2014, 2017, 2018, 2019, 2020, 2021, 2024 |
| Olympiakos          | Pireo     | 15     | 1949, 1960, 1976, 1978, 1993, 1994, 1995, 1996, 1997, 2012, 2015, 2016, 2022, 2023, 2025 |
| Aris Salonicco      | Salonicco | 10     | 1930, 1979, 1983, 1985, 1986, 1987, 1988, 1989, 1990, 1991 |
| AEK Atene           | Atene     | 8      | 1958, 1963, 1964, 1965, 1966, 1968, 1970, 2002 |
| Panellīnios         | Atene     | 6      | 1929, 1939, 1940, 1953, 1955, 1957 |
| Īraklīs Salonicco   | Salonicco | 2      | 1928, 1935 |
| PAOK Salonicco      | Salonicco | 2      | 1959, 1992 |
| Near East           | Atene     | 1      | 1936 |
| Università di Atene | Atene     | 1      | 1937 |

## Premi e riconoscimenti
- A1 Ethniki MVP
- A1 Ethniki MVP finali
- A1 Ethniki allenatore dell'anno
- A1 Ethniki Difensore dell'anno
- A1 Ethniki miglior giovane